# Norio Yoshimizu
Norio Yoshimizu (jap. 吉水 法生, Yoshimizu Norio; * 21. August 1946) ist ein ehemaliger japanischer Fußballspieler.

## Nationalmannschaft
1970 debütierte Yoshimizu für die japanische Fußballnationalmannschaft. Yoshimizu bestritt vier Länderspiele und erzielte dabei ein Tor.